# 在札幌米国総領事館
在札幌米国総領事館（ざいさっぽろべいこくそうりょうじかん、英語: Consulate-General of the United States in Sapporo, U.S. Consulate General Sapporo）は、アメリカ合衆国が日本の北海道札幌市に設置している総領事館である。1952年4月28日に開設された。

## 歴史
札幌の米国領事館・総領事館は第二次世界大戦後に開設されたばかりだが、北海道における米国領事館・代理領事事務所の歴史は幕末の安政年間までさかのぼることができる。

### 前史（1854年 - 1865年）
1854年3月31日（嘉永7年3月3日）に日米和親条約が締結されたことにより、日米両国の国交樹立と併せて、下田の即時開港と箱館（現・函館）の1年後の開港および下田と箱館へのアメリカ人の居留許可が定められた。1857年4月28日（安政4年4月5日）、アメリカ人外交官エリシャ・ライスが貿易事務官として箱館に来航した。1857年8月23日（安政4年7月4日）、老中堀田正睦のお墨付きを得たライス貿易事務官は箱館に常駐を開始する。

### 在函館米国領事館（1865年 - 1876年）
1865年1月18日（文久3年12月10日）付でライス貿易事務官が箱館駐在の初代領事に任命されて、在箱館米国領事館（在函館米国領事館、英語: Consulate of the United States in Hakodate, U.S. Consulate Hakodate）。ライス領事は、明治維新後の1870年11月2日（明治3年10月9日）までその職にあった。後任者として領事2名と副領事2名が館長を務めた後、1875年（明治8年）11月6日から1876年（明治9年）10月5日にかけてメリマン・コルバート・ハリスが最後の領事を務めた。1876年（明治9年）、改編のため在函館米国領事館は閉鎖された。なお、当時領事館として使われた建物は現存しておらず、函館市弥生町4番に「旧アメリカ領事館跡」の案内板が設置されているのみである。

### 在函館米国代理領事事務所（1876年 - 1883年／1904年 - 1918年）
1876年（明治9年）、領事館に代わって在函館米国代理領事事務所（英語: Consular Agency of the United States in Hakodate, U.S. Consular Agency Hakodate）が開設される。1877年（明治10年）1月3日、メリマン・ハリス前領事が留任する形で初代代理領事に就任して、1879年（明治12年）2月12日まで奉職した。1883年（明治16年）に代理領事事務所は一時閉鎖されたが、1904年（明治37年）に再開された。同年5月2日、エドワード・ジュリアン・キングが代理領事に就任して、1918年（大正7年）9月30日までの14年にわたってその職にあった。同年11月15日、米国務省により函館の代理領事事務所が正式に閉鎖された。爾後、第二次大戦が終結するまで、函館を含む北海道全土にアメリカ合衆国の領事機関が置かれることはなかった。

### 米国政治顧問部札幌支部（1950年 - 1952年）
1945年（昭和20年）、第二次世界大戦で大日本帝国を破ったアメリカ合衆国は、北海道を含む日本全土を占領して、自国が主導する連合国軍最高司令官総司令部（GHQ）の施政下に置いた。GHQ占領期の1950年（昭和25年）、札幌市中央区北5条西8丁目に米国政治顧問部札幌支部（英語: Sapporo Branch, Office of the U.S. Political Adviser）が開設された。館長たる政治顧問には、順にウィリアム・L・マジストレッティ (William L. Magistretti)、リチャード・ボズウェル・フィン、デイヴィッド・ローレンス・オスボーンが奉職した。この政治顧問部は占領期が終わるまで存続した。

### 在札幌米国領事館（1952年 - 1986年）
1952年（昭和27年）4月28日、サンフランシスコ平和条約が発効したことにより日本国が独立する。これに伴い札幌の政治顧問部が閉鎖され、在札幌米国領事館（英語: Consulate of the United States in Sapporo, U.S. Consulate Sapporo）として発足。北海道の米国領事機関としては34年ぶり、札幌の米国領事館としては史上初の開設が実現した。初代領事にはデイヴィッド・ローレンス・オスボーンが昇格する形で就任。1955年（昭和30年）に領事館が札幌市中央区北1条西13丁目に移転して、1978年（昭和53年）には領事館が円山公園近くにある現在の建物へ移転した。

### 在札幌米国総領事館（1986年 - ）
1986年（昭和61年）11月21日、領事館が昇格して在札幌米国総領事館が発足した。

## 公館長
| 氏名（日本語）                       | 氏名（英語）            | 着任          | 退任          | 備考             |
| ------------------------------------ | ----------------------- | ------------- | ------------- | ---------------- |
| エリシャ・E・ライス                  | Elisha E. Rice          | 1857年8月23日 | 1865年1月18日 | 貿易事務官       |
| エリシャ・E・ライス                  | Elisha E. Rice          | 1865年1月18日 | 1870年11月2日 | 領事（留任）     |
| アンブローズ・C・ダン                | Ambrose C. Dunn         | 1870年11月3日 | 1871年5月15日 | 領事             |
| ネイサン・エモリー・ライス           | Nathan Emory Rice       | 1871年5月16日 | 1871年7月14日 | 副領事           |
| エリシャ・E・ライス                  | Elisha E. Rice          | 1871年7月15日 | 1871年10月6日 | 領事（再任）     |
| ジョージ・E・ライス                  | George E. Rice          | 1871年10月7日 | 1872年3月31日 | 副領事           |
| ジョン・ハート・ホーズ               | John Hart Hawes         | 1872年4月1日  | 1875年11月6日 | 領事             |
| メリマン・コルバート・ハリス         | Merriman Colbert Harris | 1875年11月6日 | 1876年10月5日 | 副領事           |
| メリマン・コルバート・ハリス         | Merriman Colbert Harris | 1877年1月3日  | 1879年2月12日 | 代理領事（留任） |
| ジョン・H・ダス                      | John H. Duss            | 1879年2月12日 | 1880年8月25日 | 代理領事         |
| ウィリアム・C・デイヴィソン          | William C. Davisson     | 1880年8月25日 | 1882年9月19日 | 代理領事         |
| リー・W・スクワイア                  | Lee W. Squier           | 1882年9月19日 | 1883年7月18日 | 代理領事         |
| 空席                                 | Vacancy                 |               |               |                  |
| エドワード・ジュリアン・キング       | Edward Julian King      | 1904年3月2日  | 1918年9月30日 | 代理領事         |
| 空席                                 | Vacancy                 |               |               |                  |
| ウィリアム・L・マジストレッティ      | William L. Magistretti  | 1950年1月     | 1950年10月    | 政治顧問         |
| リチャード・ボズウェル・フィン       | Richard Boswell Finn    | 1950年10月    | 1951年2月     | 政治顧問         |
| デイヴィッド・ローレンス・オスボーン | David Lawrence Osborn   | 1951年2月     | 1952年4月     | 政治顧問         |
| デイヴィッド・ローレンス・オスボーン | David Lawrence Osborn   | 1952年        | 1953年        | 領事（留任）     |
| ウィリアム・マジストレッティ         | William Magistretty     | 1953年        | 1953年        | 領事             |
| ハリー・F・ファイファー              | Harry. F. Pfeiffer, Jr. | 1953年        | 1954年        | 領事             |
| ダニエル・メロイ                     | Daniel Meloy            | 1954年        | 1956年        | 領事             |
| キングドン・W・スウェイン            | Kingdon W. Swayne       | 1956年        | 1958年        | 領事             |
| ジョン・ノウルズ                     | John Knowles            | 1958年        | 1960年        | 領事             |
| ロナルド・A・ガイドゥク              | Ronald A. Gaiduk        | 1960年        | 1963年        | 領事             |
| ジョン・シルベスター                 | John Sylvester, Jr.     | 1963年        | 1965年        | 領事             |
| ウィリアム・クラーク                 | William Clark, Jr.      | 1965年        | 1967年        | 領事             |
| ウィリアム・タリー・ブリアー         | William Tully Breer     | 1967年        | 1968年        | 領事             |
| マーティン・G・ヘフリン              | Martin G. Heflin        | 1968年        | 1971年        | 領事             |
| スナオ・サカモト                     | Sunao Sakamoto          | 1971年        | 1973年        | 領事             |
| スティーヴン・マーティン・エクトン   | Stephen Martin Ecton    | 1973年        | 1975年        | 領事             |
| ローレンス・F・ファラー              | Lawrence F. Farrar      | 1975年        | 1977年        | 領事             |
| ドナルド・B・ウェストモア            | Donald B. Westmore      | 1977年        | 1979年        | 領事             |
| クリストファー・ラフルアー           | Christopher J. LaFleur  | 1979年        | 1980年        | 領事             |
| チャールズ・F・カートマン            | Charles F. Kartman      | 1980年        | 1982年        | 領事             |
| ロバート・C・レイス                  | Robert C. Reis, Jr.     | 1982年        | 1984年        | 領事             |
| マーク・C・ミントン                  | Mark C. Minton          | 1984年        | 1986年        | 領事             |
| ジョン・R・ディンガー                | John R. Dinger          | 1986年        | 1986年11月    | 領事             |
| ジョン・R・ディンガー                | John R. Dinger          | 1986年11月    | 1989年        | 総領事（留任）   |
| ロジャー・L・ダンケルト              | Roger L. Dankert        | 1989年        | 1992年        | 総領事           |
| デニス・J・オートブラッド            | Dennis J. Ortblad       | 1992年        | 1995年        | 総領事           |
| リチャード・M・ギブソン              | Richard M. Gibson       | 1995年        | 1996年        | 総領事           |
| マレーネ・J・サカウエ                | Marlene J. Sakaue       | 1997年        | 1998年        | 総領事           |
| W・マイケル・メザーブ                | W. Michael Meserve      | 1998年        | 2001年        | 総領事           |
| アレックス・P・ウィルジンスキー      | Alec P. Wilczynski      | 2001年        | 2004年        | 総領事           |
| マリー・Y・シェーファー              | Marrie Y. Schaefer      | 2004年        | 2007年        | 総領事           |
| ダーナ・アン・ウェルトン             | Donna Ann Welton        | 2007年        | 2010年        | 総領事           |
| ジョン・リース                       | John Ries               | 2010年8月     | 2013年6月     | 総領事           |
| ジョエレン・ゴーグ                   | JoEllen Gorg            | 2014年9月     | 2016年8月     | 首席領事         |
| レイチェル・ブルネット＝チェン       | Rachel Brunette-Chen    | 2016年8月     | 2019年7月     | 首席領事         |
| アンドリュー・リー                   | Andrew Lee              | 2019年8月     | 2022年8月     | 総領事           |
| マーク・ウェベルス                   | Mark Wuebbels           | 2022年8月     | （現職）      | 首席領事         |